# Can Muntada (Manlleu)
Can Muntada és una construcció del municipi de Manlleu (Osona) inclosa en l'Inventari del Patrimoni Arquitectònic de Catalunya. És una antiga casa manlleuenca construïda, segurament, al mateix temps que la casa Dordal (al davant) com ho indiquen les llindes i coincidència d'utilitzar la mateixa pedra. És important per les seves proporcions i per la situació que ocupa a l'entrada de Manlleu. També és necessari esmentar d'entrada amb lloses de pedra natural molt típiques de l'època.

## Descripció
És un edifici de planta i dos pisos amb façana al carrer del Pont i al passeig de Sant Joan, on hi ha un pati que comunica la casa amb el molí. La façana al carrer del Pont manté l'alineació a vial i disposa de tres obertures en planta baixa (una de les portes s'ha convertit en finestra). A les plantes superiors hi trobem tres obertures col·locades seguint els eixos anteriors. El balcó de la planta pis és corregut i engloba les tres obertures mentre que en la segona els balcons són independents, tots són de barana de ferro forjat treballada. Totes les obertures són de llinda plana amb emmarcaments de pedra.
A la façana al passeig de Sant Joan només la planta segueix l'alineació al vial, les plantes pis queden reculades creant angle recte amb el carrer del Pont, amb una part avançada, d'aproximadament 1/3 de la façana, situada a l'angle que forma amb el pati. En aquesta façana hi trobem tres obertures en planta primera i tres en la segona. Les de la primera planta donen al terrat que forma el volum de la planta baixa, mentre que les de la segona són dos balcons i una finestra ubicats seguint els eixos. Tant la finestra com els balcons tenen mènsules que suporten l'ampit o la llosa del balcó de pedra. La llosa del balcó central recull també una obertura situada al lateral del cos sortint. Totes les obertures són de llinda plana amb emmarcament de pedra.
En la façana al pati hi trobem un cos adossat de planta baixa i pis sense obertures en planta baixa. Aquest cos, en el seu costat més petit, segueix l'alineació del passeig. La façana al pati és cega en planta baixa mentre que en planta pis hi trobem tres obertures, una molt petita i dues més grans que es col·loquen en forma simètrica a l'angle. Aquestes dues obertures són de llinda plana amb emmarcament de pedra i amb un ampit continu. Aquest cos està cobert a dues aigües amb acabat de teula ceràmica amb el ràfec sustentat per biguetes de fusta. En la planta segona només hi ha una petita obertura que sembla de recent creació.
La coberta és a tres vessants amb acabat de teula ceràmica amb ràfec sustentat per biguetes de fusta. Al centre de l'edificació s'hi alça una torre de planta rectangular amb dues finestres d'arcs de mig punt amb ampit continu a cada cara. La coberta és a quatre vessants amb el ràfec i acabats iguals als de la coberta.